# American Le Mans Series 2010
American Le Mans Series 2010 kördes över nio omgångar.

## Delsegrare
| Datum      | Bana               | Segrare LMP Team                                | Segrare LMPC Team                            | Segrare GT Team                             | Segrare GTC Team                                     |
| Datum      | Bana               | Segrare LMP Förare                              | Segrare LMPC Förare                          | Segrare GT Förare                           | Segrare GTC Förare                                   |
| ---------- | ------------------ | ----------------------------------------------- | -------------------------------------------- | ------------------------------------------- | ---------------------------------------------------- |
| 20 mars    | Sebring 12-timmars | #07 Team Peugeot Total                          | #55 Level 5 Motorsports                      | #62 Risi Competizione                       | #81 Alex Job Racing                                  |
| 20 mars    | Sebring 12-timmars | Marc Gené Alexander Wurz Anthony Davidson       | Scott Tucker Christophe Bouchut Mark Wilkins | Jaime Melo Gianmaria Bruni Pierre Kaffer    | Butch Leitzinger Leh Keen Juan González              |
| 17 april   | Long Beach         | #1 Patrón Highcroft Racing                      | #99 Green Earth Team Gunnar                  | #45 Flying Lizard Motorsports               | #81 Alex Job Racing                                  |
| 17 april   | Long Beach         | David Brabham Simon Pagenaud                    | Gunnar Jeannette Elton Julian                | Patrick Long Jörg Bergmeister               | Butch Leitzinger Juan González                       |
| 22 maj     | Laguna Seca        | #1 Patrón Highcroft Racing                      | #55 Level 5 Motorsports                      | #45 Flying Lizard Motorsports               | #54 Black Swan Racing                                |
| 22 maj     | Laguna Seca        | David Brabham Simon Pagenaud Marino Franchitti  | Scott Tucker Christophe Bouchut Mark Wilkins | Patrick Long Jörg Bergmeister               | Tim Pappas Jeroen Bleekemolen Sebastiaan Bleekemolen |
| 10 juli    | Miller             | #1 Patrón Highcroft Racing                      | #55 Level 5 Motorsports                      | #62 Risi Competizione                       | #54 Black Swan Racing                                |
| 10 juli    | Miller             | David Brabham Simon Pagenaud                    | Scott Tucker Christophe Bouchut              | Jaime Melo Gianmaria Bruni                  | Tim Pappas Jeroen Bleekemolen                        |
| 24 juli    | Lime Rock          | #6 Muscle Milk Team Cytosport                   | #99 Green Earth Team Gunnar                  | #45 Flying Lizard Motorsports               | #63 TRG                                              |
| 24 juli    | Lime Rock          | Greg Pickett Klaus Graf                         | Gunnar Jeannette Elton Julian                | Jörg Bergmeister Patrick Long               | Henri Richard Andy Lally                             |
| 7 augusti  | Mid-Ohio           | #16 Dyson Racing                                | #55 Level 5 Motorsports                      | #62 Risi Competizione                       | #54 Black Swan Racing                                |
| 7 augusti  | Mid-Ohio           | Chris Dyson Guy Smith                           | Scott Tucker Christophe Bouchut              | Jaime Melo Gianmaria Bruni                  | Tim Pappas Jeroen Bleekemolen                        |
| 22 augusti | Road America       | #8 Drayson Racing                               | #99 Green Earth Team Gunnar                  | #90 BMW Rahal Letterman Racing              | #54 Black Swan Racing                                |
| 22 augusti | Road America       | Paul Drayson Jonny Cocker                       | Gunnar Jeannette Elton Julian                | Dirk Müller Joey Hand                       | Tim Pappas Jeroen Bleekemolen                        |
| 29 augusti | Mosport Park       | #6 Muscle Milk Team Cytos Portugalt             | #99 Green Earth Team Gunnar                  | #45 Flying Lizard Motors Portugalts         | #88 Velox Motors Portugalts                          |
| 29 augusti | Mosport Park       | Romain Dumas Klaus Graf                         | Gunnar Jeannette Elton Julian                | Patrick Long Jörg Bergmeister               | Shane Lewis Lawson Aschenbach                        |
| 2 oktober  | Petit Le Mans      | #08 Team Peugeot                                | #95 Level 5 Motorsports                      | #4 Corvette Racing                          | #63 TRG                                              |
| 2 oktober  | Petit Le Mans      | Francenck Montagny Stéphane Sarrazin Pedro Lamy | Scott Tucker Burt Frisselle Marco Werner     | Oliver Gavin Jan Magnussen Emmanuel Collard | Henri Richard Duncan Ende Andy Lally                 |

## Slutställning
| Klass | Förare                        | Team                      | Bil                 | Motor     |
| ----- | ----------------------------- | ------------------------- | ------------------- | --------- |
| LMP   | David Brabham Simon Pagenaud  | Patrón Highcroft Racing   | HPD ARX-01C         | HPD       |
| LMPC  | Scott Tucker                  | Level 5 Motorsports       | Oreca FLM09         | Chevrolet |
| GT    | Jörg Bergmeister Patrick Long | Flying Lizard Motorsports | Porsche 997 GT3-RSR | Porsche   |
| GT2   | Jeroen Bleekemolen Tim Pappas | Black Swan Racing         | Porsche 997 GT3 Cup | Porsche   |